# Arcahaie (ort i Nord-Ouest)
Arcahaie är en ort i Haiti.   Den ligger i departementet Nord-Ouest, i den nordvästra delen av landet, 150 km norr om huvudstaden Port-au-Prince. Arcahaie ligger 189 meter över havet och antalet invånare är 4 119.
Terrängen runt Arcahaie är kuperad söderut, men norrut är den platt. Terrängen runt Arcahaie sluttar norrut. Runt Arcahaie är det ganska tätbefolkat, med 172 invånare per kvadratkilometer. Närmaste större samhälle är Port-de-Paix, 16,2 km nordost om Arcahaie. Omgivningarna runt Arcahaie är en mosaik av jordbruksmark och naturlig växtlighet.